# Reishin Kawai
Reishin (Munenori Toshio) Kawai (28. februar 1931 i Yasugi, Shimane, Japan – 26. januar 2010 i São Paulo, Brasilien) var 8. dan, en internationalt anerkendt aikido-mester – og en af de få tilbageværende, der havde trænet under Morihei Ueshiba selv. 
I barneårene var hans helbred skrøbeligt, hvilket han imødegik ved at modtage akupunkturbehandlinger - og ved at træne sumo-brydning og kenjutsu. Som ung var han uchi-deshi gennem 7 år hos Torataro Saito, som underviste ham i orientalsk medicin og i Daito-ryu Aikijujutsu samt i Ueshiba-ryu (!) Aiki-Budo. Teknisk betød det, at Kawais basis var old school, på linje med Gozo Shiodas (Yoshinkan) og Morihiro Saitos (Iwama).
Herefter uddannede han sig til læge indenfor orientalsk medicin ved Tsukushoku Universitetet under Michimasa Nishizawa. Kawai blev sidenhen lektor i almen akupunktur og moxa-metode ved Tsukushoku Universitetets Fakultet for Orientalsk Medicin. Samtidig videreførte og opdaterede han sine Aikijujutsu-studier ved at træne nogle år i den senere Aikikai Hombu Dojo - hvor han primært fulgte Morihei Ueshiba og Kisshomaru Ueshibas træning, samt Morihiro Saitos undervisning om søndagen - inden han i 1955 udvandrede til Brasilien og åbnede en praksis dér. Efter seks år tog han orlov fra sin praksis og på træningsophold i Aikijujutsu og Aikido hos Aritoshi Murashige, som opfordrede ham til at åbne en dojo i Brasilien - hvilket Kawai derefter gjorde.
I 1963 fik han overrakt sit Shihan-diplom (officiel godkendelse som aikido-lærer på mesterniveau) af Morihei Ueshiba som anerkendelse af hans høje tekniske standard og hans formidling af Aikido - som han fortsatte med at udbrede til hele Sydamerika. Fra 1976 til 1984 var han vicepræsident for The International Aikido Federation (IAF) og blev derefter generaldirektør for Det Sydamerikanske Aikido-Forbund og repræsentant for Aikikai Hombu Dojo i Sydamerika. Stilmæssigt var Kawai og hans elever hele livet orienteret loyalt mod Hombu Dojo i Tokyo.
Han giftede sig i Brasilien med Leticia Okubo og fik to døtre, Cristina og Lilba Okubo Kawai og to børnebørn, Lariza og Matias.
Hans nærmeste og mest fremtrædende uchi-deshi, Victor Manuel Merea Ortega, 6. dan, har grundlagt klubben Reishin Dojo i Odense.